# Różka Korczak-Marla
Różka Korczak-Marla (hebr. ‏רייזל (רוז'קה) קוֹרצ'ק-מַרלָא‎, Rejzl Korczak; ur. 24 kwietnia 1921, zm. 5 marca 1988 w En ha-Choresz) – żydowska działaczka społeczna, nauczycielka, w czasie II wojny światowej, niemieckiej okupacji Polski i Holokaustu członkini antyfaszystowskiego podziemia i bojowniczka partyzancka.

## Życiorys
Urodziła się 24 kwietnia 1921 roku w Bielsku lub Płocku, w rodzinie handlarza bydłem. Uczyła się w polskiej szkole, była jedną z organizatorek strajku żydowskich uczniów w proteście przeciwko antysemickim wypowiedziom dyrektora.  W 1934 rodzina przeniosła się do Płocka, gdzie sytuacja finansowa zmusiła Różę do podjęcia pracy, uczyła się jednocześnie na kursach wieczorowych. W tym okresie wstąpiła także do syjonistycznej organizacji młodzieżowej Ha-Szomer Ha-Cair.
Po zajęciu Polski przez wojska niemieckie i radzieckie, uciekła przez Warszawę do Wilna, gdzie wraz z kilkorgiem innych uchodźców założyła spółdzielnię produkującą szczotki. Po przejęciu miasta przez Związek Radziecki działacze Ha-Szomer Ha-Cair zeszli do podziemia. Po zajęciu przez Niemcy i tego miasta oraz utworzenia w Wilnie getta, Korczak została bibliotekarką, równocześnie wstąpiła do Zjednoczonej Organizacji Partyzanckiej. W jej ramach szmuglowała broń i żywność do getta, a bojowników organizacji do pobliskiej Puszczy Rudnickiej. Po likwidacji getta 23 września 1943 znalazła się po aryjskiej stronie i wstąpiła do żydowskiego oddziału partyzanckiego „Nekama” (dosł. Zemsta) Aby Kownera, walczącego z Niemcami w Puszczy Rudnickiej. Została jedną z przywódczyń oddziału i odznaczyła się w akcjach sabotażowych, zajmowała się także logistyką i aprowizacją oddziału.
Po zajęciu Wilna przez ZSRR w lipcu 1944 nawiązała kontakt z ocalałymi z Kowna, następnie została skierowana do Rumunii, gdzie tworzyła ośrodki przygotowujące żydowskich uchodźców z Europy do nielegalnego przekraczania granicy z brytyjskim mandatem Palestyny. Sama przybyła do Palestyny 12 grudnia 1944 roku. Była jednym z pierwszych świadków Zagłady Żydów litewskich przybyłych do Izraela.
Początkowo mieszkała w kibucu Elon, następnie w 1946 roku, wraz z grupą byłych partyzantów, utworzyła kibuc En ha-Choresz, gdzie mieszkała do śmierci. Pracowała jako nauczycielka w miejscowej szkole średniej, uczestniczyła także w edukacji młodzieży na temat Holokaustu. Jej mężem został Awi Marla, z którym miała troje dzieci.
Uczestniczyła w tworzeniu miejsc pamięci żydowskiego oporu, m.in. w Lochamej haGeta’ot, organizacji Giwat Hawiwa i w kibucu Jad Mordechaj. W 1964 roku opublikowała autobiograficzną książkę „Płomienie w popiołach” dokumentującą historię wileńskiego getta, której pisanie rozpoczęła w 1945, wkrótce po przybyciu do Palestyny.
Zmarła na raka 5 marca 1988 roku.